# Dimitar Iliev
Dimitar Krasimirov Iliev (Plovdiv, 25 de septiembre de 1988), más conocido como Dimitar Iliev, es un futbolista búlgaro que juega de delantero en el Lokomotiv Plovdiv de la Primera Liga de Bulgaria. Es internacional con la selección de fútbol de Bulgaria.

## Selección nacional
Iliev fue internacional sub-17, sub-19 y sub-21 con la selección de fútbol de Bulgaria.
En noviembre de 2019 fue convocado por primera vez con la selección absoluta para la disputa de dos partidos, uno amistoso frente a la selección de fútbol de Paraguay y otro de clasificación para la Eurocopa 2020 frente a la selección de fútbol de la República Checa, aunque no debutó en ninguno de los dos encuentros. Finalmente, debutó con la selección el 26 de febrero de 2020 en un encuentro frente a la selección de fútbol de Bielorrusia.

## Clubes
| Club                          | País     | Año       |
| ----------------------------- | -------- | --------- |
| Lokomotiv Plovdiv             | Bulgaria | 2004-2009 |
| CSKA Sofía                    | Bulgaria | 2010-2011 |
| PFC Minyor Pernik (cedido)    | Bulgaria | 2010      |
| FC Pirin Blagoevgrad (cedido) | Bulgaria | 2011      |
| PFC Montana                   | Bulgaria | 2011-2012 |
| Lokomotiv Sofía               | Bulgaria | 2012-2014 |
| Wisła Płock                   | Polonia  | 2014-2017 |
| Podbeskidzie Bielsko-Biała    | Polonia  | 2017-2018 |
| Lokomotiv Plovdiv             | Bulgaria | 2018-Act. |

## Palmarés

### Títulos nacionales
| Título                | Club              | País     | Año  |
| --------------------- | ----------------- | -------- | ---- |
| Copa de Bulgaria      | Lokomotiv Plovdiv | Bulgaria | 2019 |
| Copa de Bulgaria      | Lokomotiv Plovdiv | Bulgaria | 2020 |
| Supercopa de Bulgaria | Lokomotiv Plovdiv | Bulgaria | 2020 |